# Vauderie d'Arras
De Vauderie d'Arras (hekserij van Atrecht) is een heksenjacht, welke rond 1460 plaatsvond in de Noord-Franse stad Arras (Atrecht), die destijds deel uitmaakte van de Bourgondische Nederlanden.
Vauderie komt van Vaudois, of Waldenzer, volgeling van Petrus Waldo, oorspronkelijk een armoedebeweging, maar later beschouwd als een sekte en vervolgens synoniem voor toverij of hekserij.

## Geschiedenis
Van november 1459 tot oktober 1460 was de stad Atrecht in het graafschap Artesië het theater van een heksenwaan, een gewelddadige vervolging van mannen en vrouwen die zich volgens de inquisiteur Pierre le Broussard hadden overgegeven aan vauderie.
Oorspronkelijk werden een paar prostituees en marginalen beschuldigd. Later kwamen er ook rijke burgers, kooplieden, financiers en schepenen in de beklaagdenbank, tot zelfs Colard de Beauffort, oud-kamerheer van Filips de Goede, hertog van Bourgondië. De bekentenissen werden door marteling verkregen.
Negenentwintig verdachten werden uiteindelijk als heks veroordeeld, waarvan twaalf verbrand. Degenen die aan de brandstapel ontkwamen werden veroordeeld tot zware gevangenisstraffen en hun goederen werden geheel of gedeeltelijk geconfisqueerd ten voordele van de kerk.
De kroniekschrijver Jacques du Clercq heeft een relaas nagelaten van de gebeurtenissen, die eindelijk een aarzelend halt werden toegeroepen door de hertog van Bourgondië, gealarmeerd door de gevluchte Colard de Beauffort. Hoewel de vervolgingen afnamen, werd de legaliteit van de reeds gepleegde vonnissen nog steeds staande gehouden door de bisschop: de veroordeelden bleven gevangen en hun goederen bleven geconfisqueerd. Beauffort werd, ondanks de bemoeienis van de hertog, toch veroordeeld.
Uiteindelijk riepen de verwanten de koning Karel VIII van Frankrijk en het Parlement van Parijs erbij, op dat moment het bevoegde hooggerechtshof (in de 16e eeuw werd dat de Grote Raad van Mechelen). Op 16 januari 1461 kwam een afgevaardigde van de koning een aantal Atrechtse rechters dagvaarden voor het koninklijk gerecht en liet onder meer de gevangen Beauffort vrij. De vastberadenheid van de rechters wankelde en enkelen vluchtten. Een lange juridische procedureslag rehabiliteerde ten slotte in 1491 de slachtoffers.
De Vauderie d'Arras wordt in de Nederlandse geschiedkundige literatuur vermeld in Herfsttij der Middeleeuwen van Johan Huizinga. De roman Der Hexensabbat van de Duitse schrijver Ludwig Tieck uit 1831 is eveneens gebaseerd op deze gebeurtenissen.

## Verder lezen
- (fr)  La Vauderie d'Arras : Une chasse aux sorcières à l'Automne du Moyen Age, Franck Mercier, ISBN 2-7535-0191-2
- (fr)   La Vauderie d'Arras, compleet artikel dat kanttekeningen maakt bij de officiële geschiedschrijving